# Бизнес икономика
Бизнес икономика е тази част от икономическата теория, която се фокусира върху бизнес предприятията и изследва факторите, допринасящи за разнообразието от организационни структури и отношения на фирмите с труда, капитала и пазарите за продукти. 

## История
Опитът за преодоляване на разстоянието между дисциплините бизнес и икономика датира поне от 1997, с публикуването на учебници по дисциплината на английски  В България специалността навиза през 2005 в УНСС, където тогава започва преподаването по специалност „Бизнес икономика“, по-късно специалността започва да се преподава и в други български университети.